# علياء بشناق
عليا بشناق (مواليد 19 ديسمبر 2000) هي عداءة أردنية. شاركت في سباق 400 متر للسيدات في ألعاب القوى في الألعاب الأولمبية الصيفية 2020. حاليًا تمثل جامعة ييل في العدو والميدان.
تمتلك علياء بشناق سجلًا حافلاً من الإنجازات والنجاحات في مجال العدو. شاركت في العديد من المنافسات الدولية، بما في ذلك بطولة العالم لألعاب القوى وبطولة آسيا لألعاب القوى. حققت العديد من الميداليات والنتائج المتميزة في هذه البطولات.
تعتبر علياء بشناق رمزًا للقوة والإصرار والتحدي. تتميز بقوتها البدنية وسرعتها الهائلة، وتعد مثالًا للشباب الأردني والرياضيين الطموحين. تعمل بشناق بجد لتعزيز رياضة العدو في الأردن وتشجيع الشباب على ممارسة الرياضة وتحقيق طموحاتهم.
تعتبر علياء بشناق أول لاعبة أردنية تتأهل إلى بطولة العالم للناشئين والناشئات عام 2017 وتوجت بميداليتين ذهبيتين في سباقي 200 و400 متر بالبطولة العربية للناشئات وفازت كذلك بالميدالية الذهبية ضمن فئة الشابات لسباق 200 متر في البطولة العربية عام 2018 وفي نفس النسخة توجت بفضية سباق 400 متر.

== المراجع ==
1. ↑   https://yalebulldogs.com/sports/womens-track-and-field/roster/aliya-boshnak/15752. اطلع عليه بتاريخ 2021-06-23. {{استشهاد ويب}}: |url= بحاجة لعنوان (مساعدة) والوسيط |title= غير موجود أو فارغ (من ويكي بيانات) (مساعدة)
2. 1 2 3  "Aliya Boshnak". Olympedia. مؤرشف من الأصل في 2023-06-10. اطلع عليه بتاريخ 2021-08-03.
3. ↑  "Athletics: Women's 400m Results" (PDF). Tokyo 2020. مؤرشف من الأصل (PDF) في 2021-08-03. اطلع عليه بتاريخ 2021-08-03.
4. ↑  "Aliya Boshnak - 2022-23 - Women's Track and Field". Yale University (بالإنجليزية). Archived from the original on 2023-06-10. Retrieved 2023-04-11.